# Ictalurus ochoterenai
Ictalurus ochoterenai is een straalvinnige vissensoort uit de familie van de Noord-Amerikaanse katvissen (Ictaluridae). De wetenschappelijke naam van de soort is voor het eerst geldig gepubliceerd in 1946 door de Buen.